# ديفيد هوارد (لاعب كرة قاعدة)
ديفيد هوارد (بالإنجليزية: David Howard)‏ هو لاعب كرة قاعدة أمريكي، ولد في 26 فبراير 1967 في ساراسوتا في الولايات المتحدة.